# Schronisko w Ciężkowicach Piąte
Schronisko w Ciężkowicach V, Schronisko koło Warowni – schronisko w rezerwacie przyrody Skamieniałe Miasto w Ciężkowicach, w województwie małopolskim, w powiecie tarnowskim. Pod względem geograficznym znajduje się na Pogórzu Ciężkowickim będącym częścią Pogórza Środkowobeskidzkiego.
Schronisko znajduje się w bezimiennej skałce w odległości kilkudziesięciu metrów na zachód od skały Warownia Górna. Jego otwór ma wysokość 1,8 m i ciągnie się za nim opadająca szczelina o szerokości do 0,5 m i długości 4 m. Jej dno pokrywa gleba i resztki roślinne. Schronisko jest suche i w całości widne. Wytworzyło się w piaskowcu ciężkowickim. 
Schronisko zostało opisane w sierpniu 1994 r. przez grotołazów ze Speleoklubu Dębickiego. Plan opracował T. Mleczek.

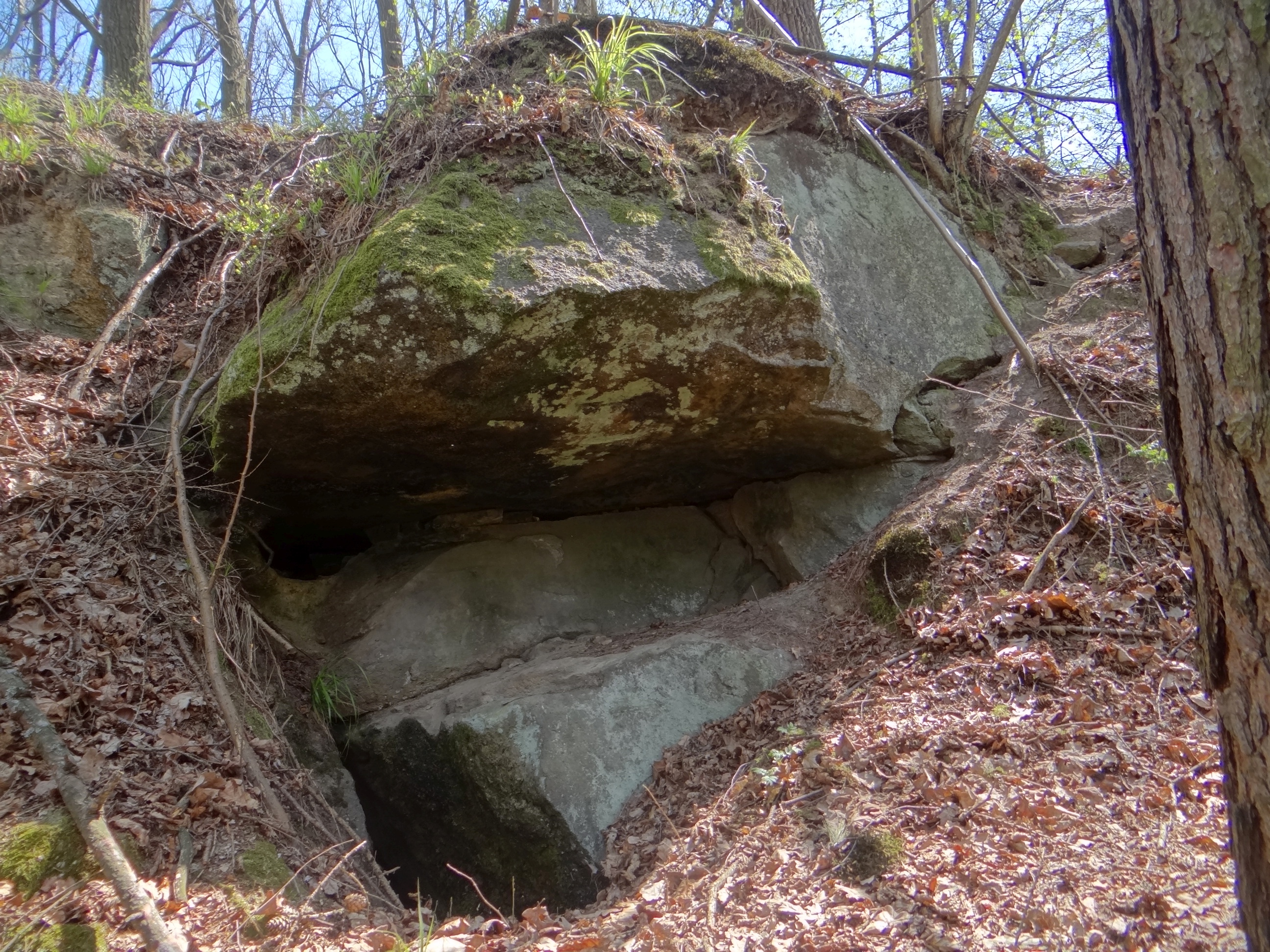
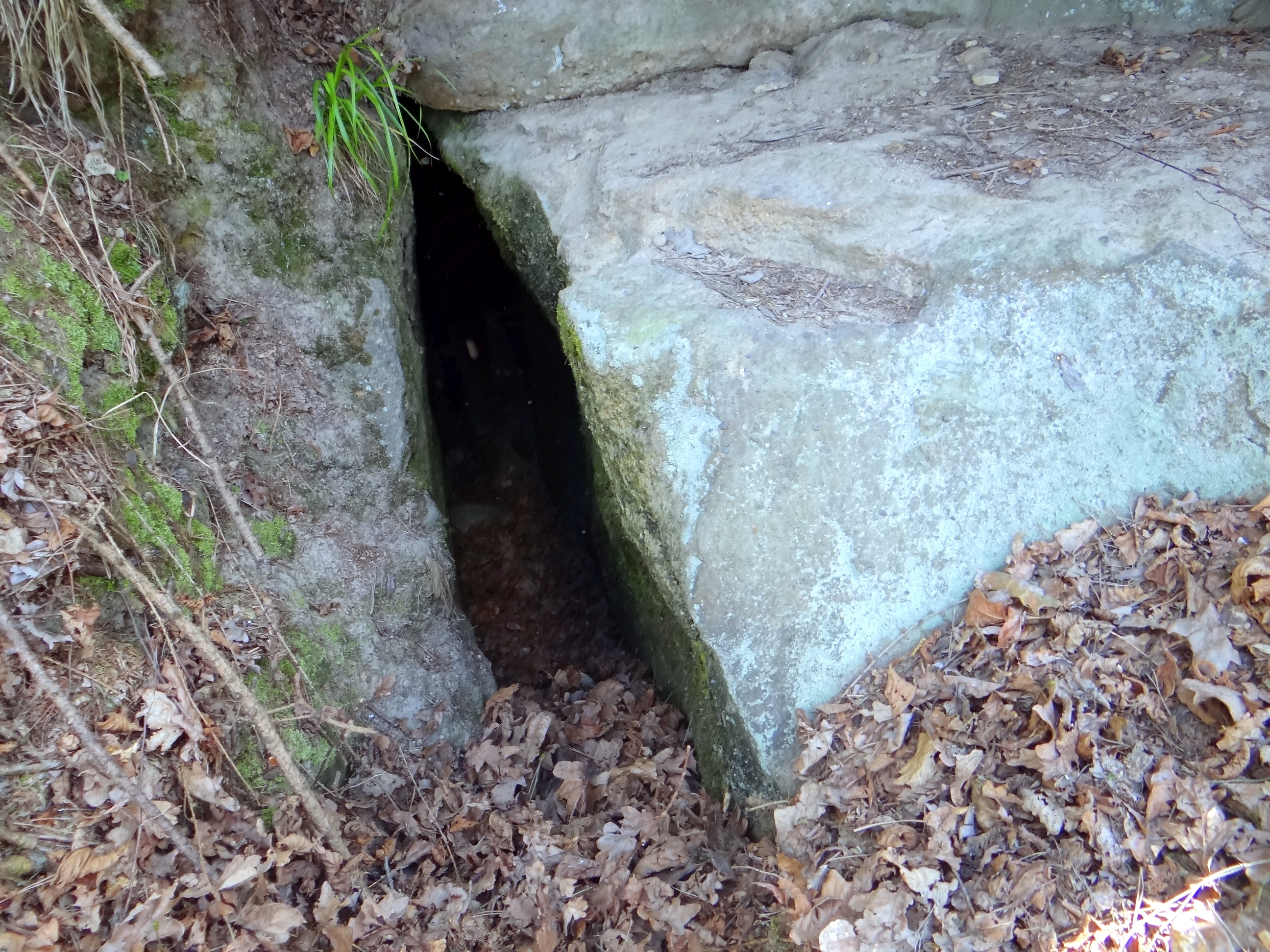
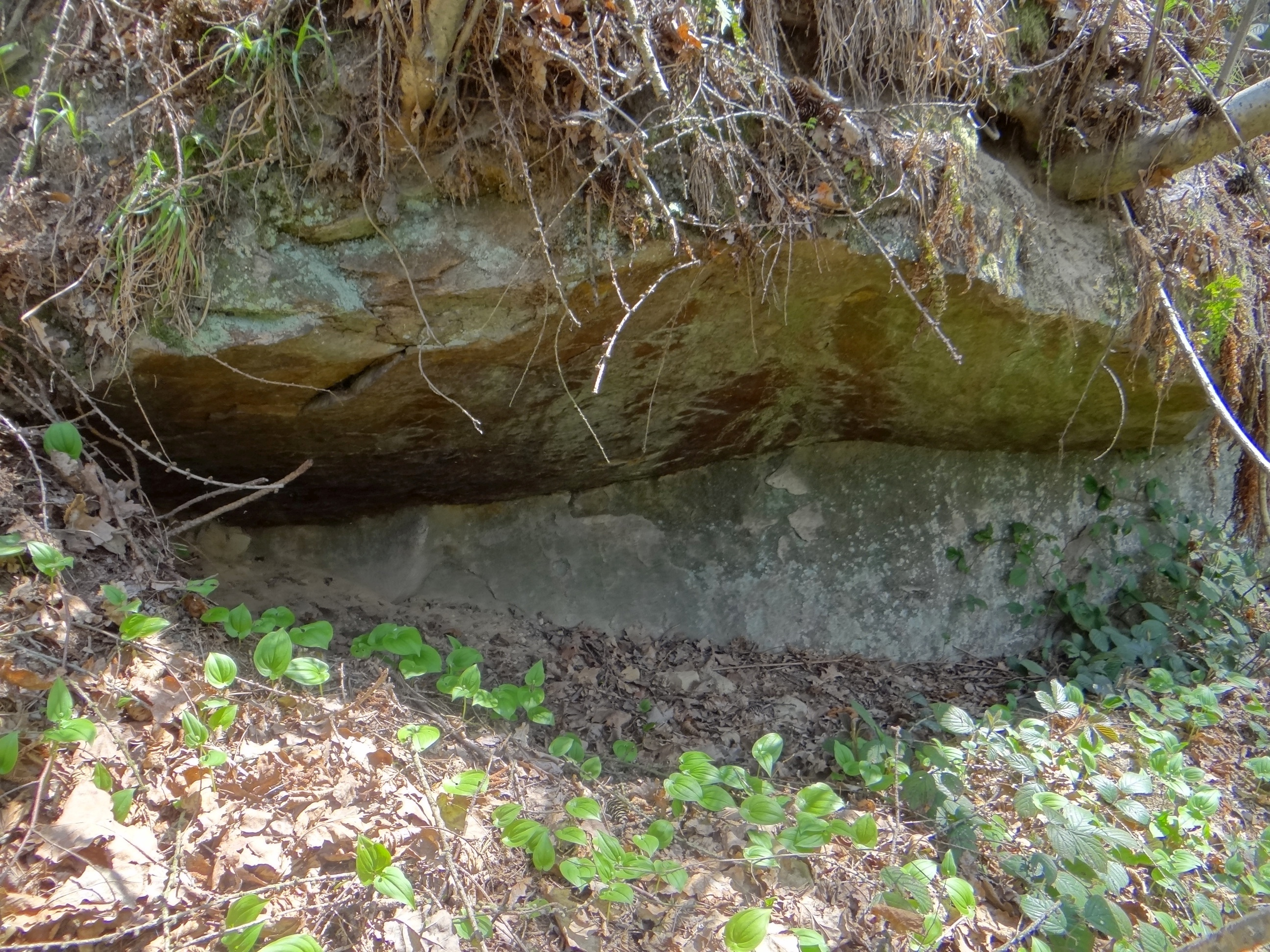
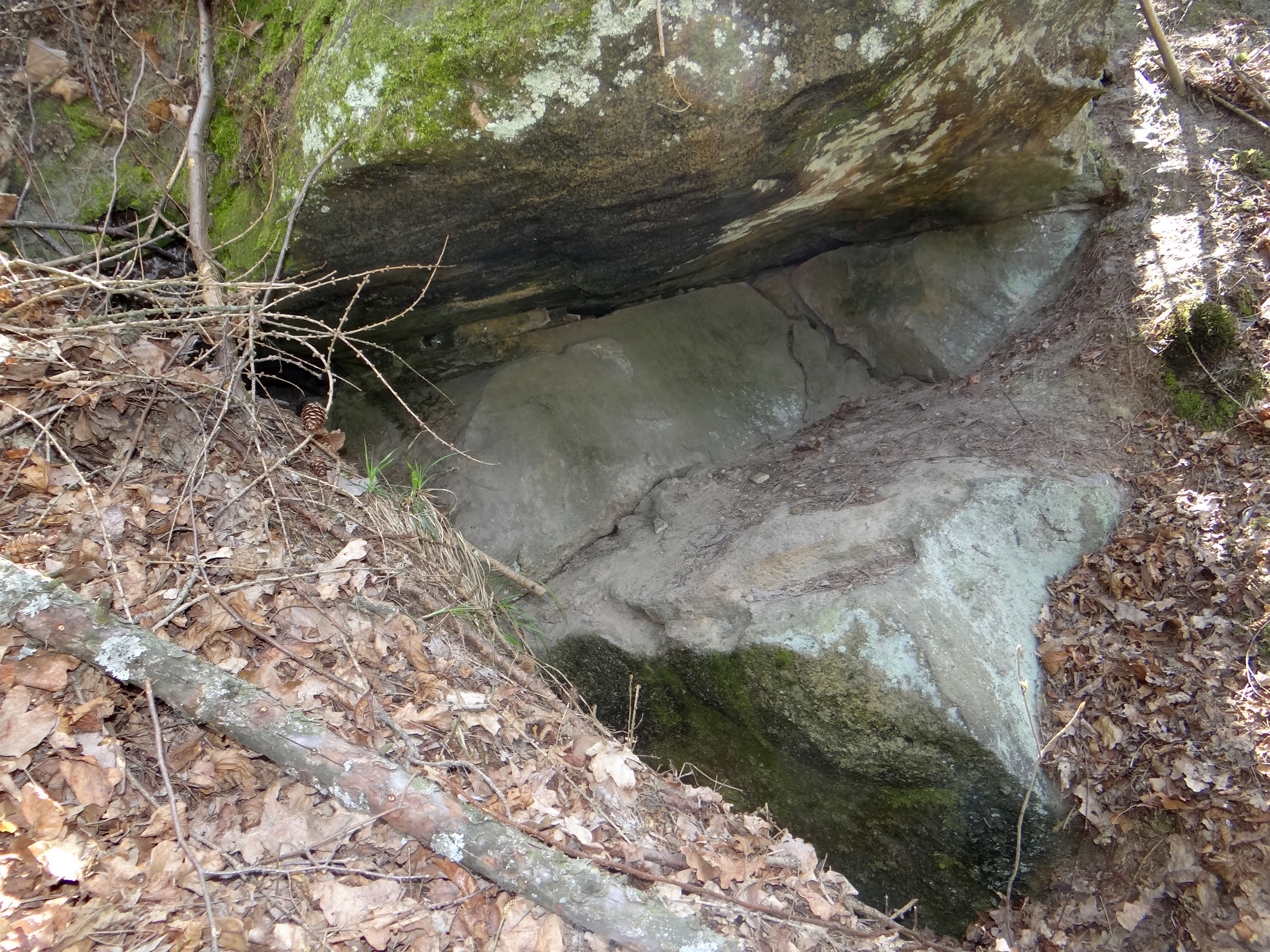